# NUTS BANG!!!
『NUTS BANG!!!』（ナツバン）は、FLOWのメジャー1枚目、通算3枚目のミニアルバム。

## 解説
- 「夏」をテーマにした、メジャー初のミニアルバムで、ミニアルバムとしてはインディーズ時代の『Like a Rolling Snow』以来のリリース。
- 夏休み限定価格と称し、2009年8月31日出荷分までは、期間限定価格1575円での発売となった[1]。
- キャッチコピーは、『FLOW 夏BAND 世界一への挑戦 !? 夏盤 = NUTS BANG!!! 完成』

## 初回仕様限定盤
1. 夏全開! 豪華キラキラ☆パッケージ!!!
2. 暑さ爆発! オリジナル☆ステッカー 封入!!!
3. 【Album「NUTS BANG!!!」＆ FLOW THE CARNIVAL 2009 “NUTS BANG!!!”チケットＷ購入者特典】
FLOW THE CARNIVAL 2009 “NUTS BANG!!!”バックステージご招待！抽選参加券

## 収録曲
1. NUTS BANG!!! (4:02)
作詞：Kohshi Asakawa、作曲：Takeshi Asakawa、編曲：FLOW
TBS系『あらびき団』6月・7月度エンディングテーマ
PVではメンバーがマッチョに扮しており、筋肉の特殊メイクはハリウッドで活躍するJIROが担当している。
また、PVにはモデルの池田恵が出演している[2]。
2. SUMMER FREAK (3:20)
作詞：Kohshi Asakawa、作曲：Takeshi Asakawa、編曲：FLOW
テレビ東京系アニメ『NARUTO -ナルト- 少年篇』オープニングテーマ
『NARUTO』へのタイアップは、「Re:member」に次いで3度目。
3. Bring it on! (3:06)
作詞：Kohshi Asakawa、作曲：Takeshi Asakawa、編曲：FLOW
4. 黄昏サマーデイズ (4:06)
作詞：Kohshi Asakawa、作曲：Takeshi Asakawa、編曲：FLOW
5. SURFIN' U.S.A. (3:26)
作詞：Brian Wilson、作曲：Chuck Berry、編曲：FLOW
アメリカのロックバンド、THE BEACH BOYSの同名曲のカバー。公式サイトで「FLOWにカバーして欲しい夏うた」のリクエストを募集し、数多くの中からこの曲が選ばれた。